# Packard X-2775
Il Packard X-2775, noto anche come Packard 1A-2775, era un motore a 24 cilindri disposti ad X, raffreddati a liquido, prodotto dall'azienda statunitense Packard Motor Car Company; realizzato sul finire degli anni venti fu installato su alcuni velivoli da competizione e risulta essere stato prodotto in sole tre unità.

## Storia del progetto
La nascita del Packard X-2775 risale al 1926 quando un gruppo di uomini d'affari newyorkesi e di ufficiali della United States Navy progettò la costruzione di un velivolo destinato ad aggiudicarsi il record di velocità massima. Il velivolo, che divenne noto come Kirkham-Williams Racer, avrebbe dovuto prendere parte all'edizione del 1927 della Coppa Schneider, svoltasi nel mese di agosto di quell'anno nelle acque antistanti il Lido di Venezia.

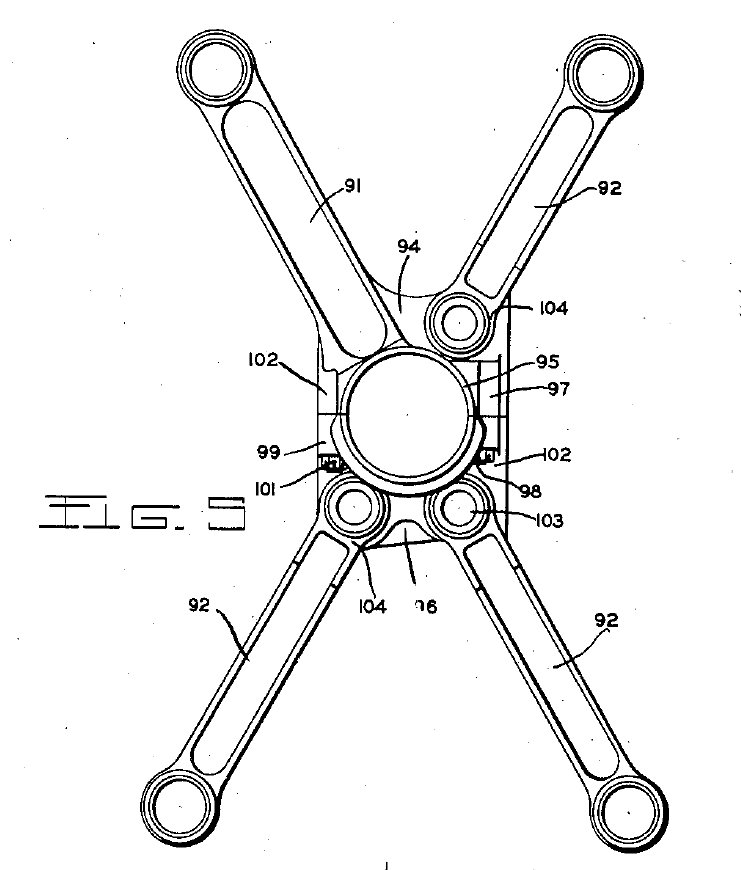
Particolare della disposizione delle bielle, nel motore Packard X-2775.

La progettazione del motore venne curata dal Capitano Lionel Melville Woolson, ingegnere aeronautico presso la Packard Motor Company di Detroit ed il motore fu approntato in tempo per la spedizione via mare del velivolo.
In un secondo tempo il Bureau of Aeronautics dell'U.S. Navy richiese la produzione di una versione sovralimentata del propulsore, considerando tale condizione necessaria per consentire di eguagliare le velocità raggiunte dagli altri velivoli partecipanti alla competizione.
Venne deciso l'impiego di un compressore Roots che fu installato sull'unità motrice unitamente ad un riduttore, al fine di massimizzarne le prestazioni; il progressivo affinamento dell'efficienza del compressore portò l'X-2775 ad erogare la potenza massima di 1 500 hp a 2 700 giri/min.
Nuove successive modifiche riguardarono il riduttore epicicloidale, ora realizzato dalla Allison Engine Company, l'impianto di accensione magnetica ed una complessiva revisione del disegno delle bancate dei cilindri che comportò l'aumento del rapporto di compressione ed il posizionamento delle candele sul lato esterno, al fine di favorire gli interventi di manutenzione. Nelle fotografie ufficiali della Packard questa nuova versione del propulsore viene identificata come 2A-2775 e venne dichiarata come disponibile alla produzione nel settembre del 1930; risultano essere state costruite solamente due unità, vendute all'U.S. Navy.

## Descrizione tecnica
Il Packard X-2775 era un motore a 24 cilindri disposti ad X e raffreddati a liquido, sostanzialmente frutto della sovrapposizione di due motori V-12 Packard 1A-1500, disposti tra loro in modo rovesciato, dotati di un singolo albero motore alloggiato all'interno di un unico basamento.
La realizzazione del motore richiese soluzioni di considerevole complessità sia per la presenza di un unico carter, sia per la conformazione del meccanismo biella-manovella, che impiegava soluzioni simili a quelle utilizzate nella realizzazione di un motore radiale. In particolare risultò complesso mantenere inalterata la lunghezza dell'albero motore al fine di poter impiegare le stesse componenti del motore V-12. Rispetto alle misure dell'unità motrice originaria, nell'X-2775 si rese necessario ridurre la corsa dei pistoni da 5½ in (140 mm) a 5 in (127 mm), portando così il valore effettivo della cilindrata a 2 775 in³.

## Impiego operativo

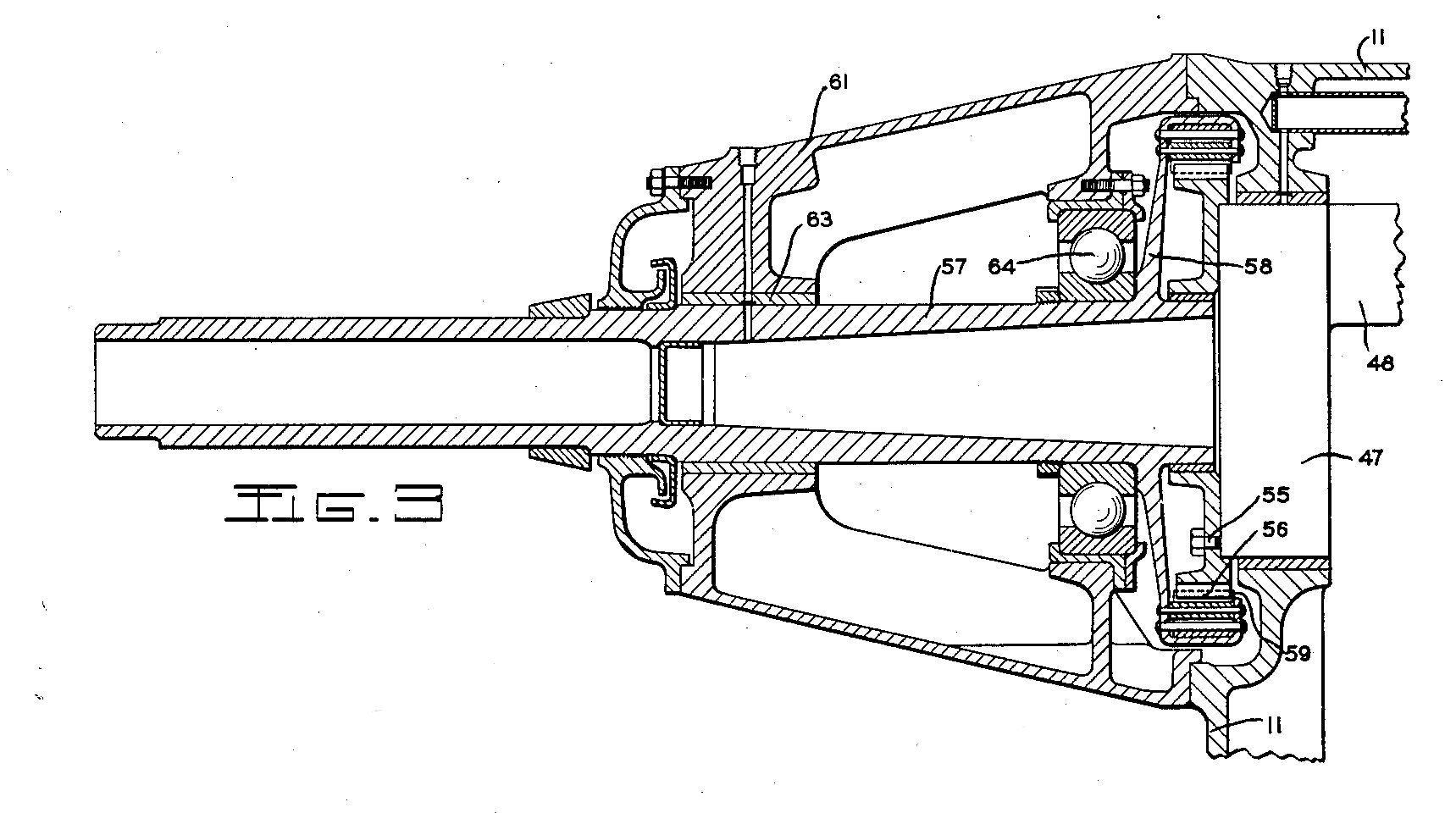
Il cono frontale dell'X-2775 con la demoltiplica per il trasferimento del moto all'elica.

L'X-2775 non ebbe occasione di mettersi in mostra alla Coppa Schneider del 1927, in quanto il Kirkham-Williams non fu approntato in tempo utile per svolgere le prove ritenute sufficienti per prendere parte in modo soddisfacente alla competizione, tuttavia in epoca successiva (non esattamente indicata dalle fonti) il velivolo, modificato con l'adozione del carrello d'atterraggio per l'impiego dalla terraferma, fu accreditato della velocità massima di 322,6 mph (pari a 519,2 km/h) che avrebbe rappresentato, per l'epoca, il primato assoluto di velocità.
Una seconda, altrettanto sfortunata, partecipazione alla Coppa Schneider era prevista per l'edizione del 1929, ma anche in questo caso il velivolo sul quale il motore era installato, ricordato dalle diverse fonti reperite semplicemente con il nome di Mercury, non riuscì ad andare oltre le prime prove di volo.

## Mezzi utilizzatori
Stati Uniti
- Kirkham-Williams Racer
- Mercury